# Троянка (річка)
Троянка — річка  в Україні, у Голованівському та Новоархангельському районах Кіровоградської області, права притока Ятрані (басейн Південного Бугу).

## Опис
Довжина річки 17 км, похил річки — 5,0 м/км. Формується з багатьох безіменних струмків та водойм. Площа басейну 86,8 км².

## Розташування
Бере початок на південному сході від Шепилове. Тече переважно на північний схід через села Ємилівку, Троянку і в селі Орлове впадає у річку Ятрань, праву притоку Синюхи.